# Cypriniformes
Os Cypriniformes são uma ordem de peixes actinopterígeos.

## Subordens e famílias
- Subordem Cobitoidea
  - Balitoridae
  - Catostomidae
  - Cobitidae
  - Gyrinocheilidae
- Subordem Cyprinoidea
  - Cyprinidae